# Bernd Schneider (Schachspieler)

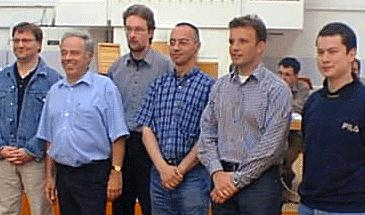
Die Solinger Mannschaft (2002), links Bernd Schneider, rechts Joël Lautier.

Bernd Schneider (* 10. April 1965 in Solingen) ist ein deutscher Schachspieler.
Im Jahre 1986 verlieh ihm der Weltschachbund FIDE den Titel Internationaler Meister.
Er spielte in der Saison 1985/86 mit dem PSV/BSV Wuppertal und mehrere Jahre mit der Schachgesellschaft Solingen in der Schachbundesliga. Mit Solingen wurde er 1987, 1988 und 1997 deutscher Mannschaftsmeister und gewann den European Club Cup 1990. In Belgien spielt Schneider für den KSK Rochade Eupen-Kelmis, mit dem er dreimal am European Club Cup teilnahm.
Im Jahre 1987 gewann er mit der deutschen Nationalmannschaft den Mitropacup in Mürren. 1988 gewann er in Bad Lauterberg die 2. Offene Deutsche Meisterschaft.
Die SG 1868-Aljechin Solingen siegte mit Joël Lautier, Jeroen Piket, Predrag Nikolić, Markus Schäfer und Bernd Schneider bei der Deutschen Blitzmannschaftsmeisterschaft Juni 2002 in Solingen.